# Aneby (gemeente)
Aneby is een Zweedse gemeente in Småland. De gemeente behoort tot de provincie Jönköpings län. Ze heeft een totale oppervlakte van 556,9 km² en telde 6624 inwoners in 2004.

## Plaatsen
In de onderstaande tabel staan de plaatsen in de gemeente. De gegevens komen met uitzondering van die van Askeryds kyrkby uit 2005. De gegevens van Askeryds kyrkby komen uit 2000.
| # | Tätort          | Befolkning |
| - | --------------- | ---------- |
| 1 | Aneby (plaats)  | 3 374      |
| 2 | Sundhultsbrunn  | 314        |
| 3 | Frinnaryd       | 225        |
| 4 | Hullaryd        | 144        |
| 5 | Haurida         | 62         |
| 6 | Askeryds kyrkby | 51         |
| 7 | Vireda          | 50         |